# Teyonah Parris
Pour les articles homonymes, voir Parris.
Teyonah Parris est une actrice et productrice américaine, née le 22 septembre 1987, en Caroline du Sud. 
Elle se fait remarquer par le rôle de Dawn Chambers dans la série Mad Men (2012-2015). Puis, elle est révélée au grand public en jouant dans les films Dear White People (2014) et Chi-Raq (2015). Elle joue ensuite un rôle dans la série Empire (2017) et dans le drame Si Beale Street pouvait parler (2018). 
En 2019, elle intègre l'Univers cinématographique Marvel pour incarner Monica Rambeau dans la série Disney+ WandaVision (2021).

## Biographie

### Jeunesse et formation
Elle a grandi à Hopkins, en Caroline du Sud. Elle fréquente l'école des arts et des sciences humaines, Carolina Governor's School, puis poursuit ses études et obtient son diplôme de la prestigieuse Juilliard School. 

### Carrière

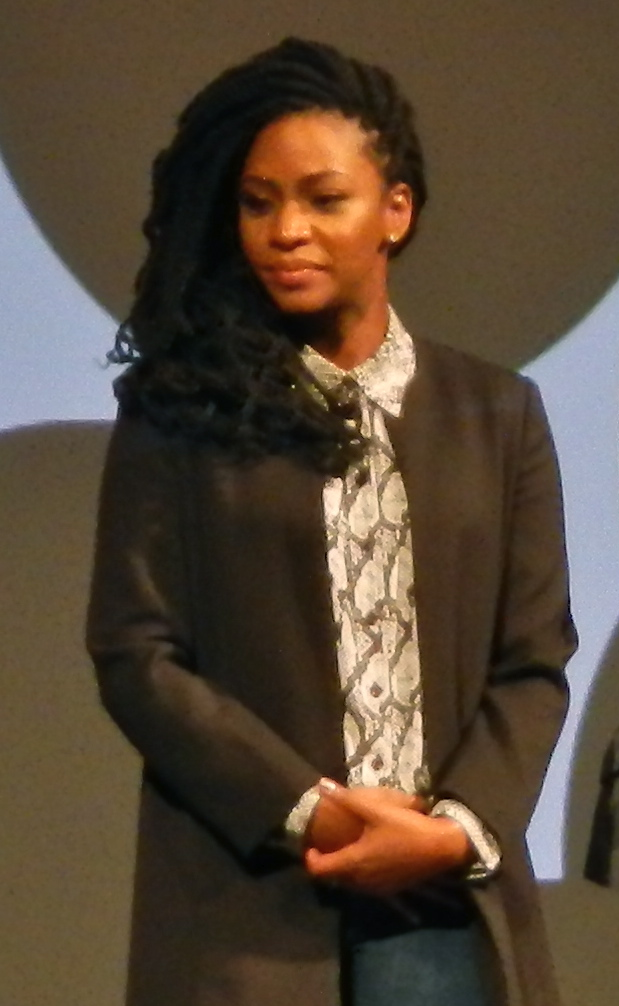
Au Festival du film de Sundance 2014, pour la promotion de They Came Together de David Wain.

En 2010, elle fait ses débuts à la télévision en jouant dans un épisode de la série, The Good Wife. En 2012, elle décroche un rôle dans la série Mad Men. Elle est ainsi en lice pour le Screen Actors Guild Award de la meilleure distribution pour une série télévisée dramatique lors de la 19e cérémonie en 2013.
En 2014 elle rejoint la distribution du film Dear White People,. Puis elle rejoint la distribution de la série comique, Survivor's Remorse,. Dear White People est largement salué par les critiques et lui vaut ses premières citations lors de cérémonies de remises de prix. Elle remporte notamment le Black Reel Awards de la meilleure révélation féminine.  
Cette année-là, elle présente au Festival du film de Sundance, la comédie romantique indépendante They Came Together réalisée par David Wain dans laquelle elle donne la réplique à Paul Rudd et Amy Poehler.   
En 2015, Spike Lee l'engage pour jouer le premier rôle dans le drame Chi-Raq. Grâce à cette production, elle reçoit sa première proposition lors de la cérémonie des NAACP Image Awards. Cette cérémonie honore chaque année, les meilleurs films, musiques, livres, émissions et les meilleurs professionnels de la communauté afro-américaine. Elle gagne aussi son deuxième prix lors des Black Reel Awards ainsi que le prix de la meilleure actrice remis par l'African-American Film Critics Association. La même année, elle poursuit dans un cinéma indépendant en jouant dans Five Nights in Maine aux côtés de David Oyelowo, le film est présenté au Festival international du film de Toronto. 
En 2016, elle incarne la chanteuse Miki Howard dans un biopic qu'elle produit, Love Under New Management: The Miki Howard Story. Le téléfilm est un succès d'audiences lors de sa première diffusion aux États-Unis.  

En 2017, elle est un personnage récurrent lors de la quatrième saison de la série dramatique et musicale à succès, Empire, donnant la réplique à Taraji P. Henson et Terrence Howard. Cette année-là, le jury du Festival du film de Hollywood lui attribue une récompense à la suite de son interprétation dans le court métrage dramatique 90 Days dans lequel elle occupe le premier rôle.  

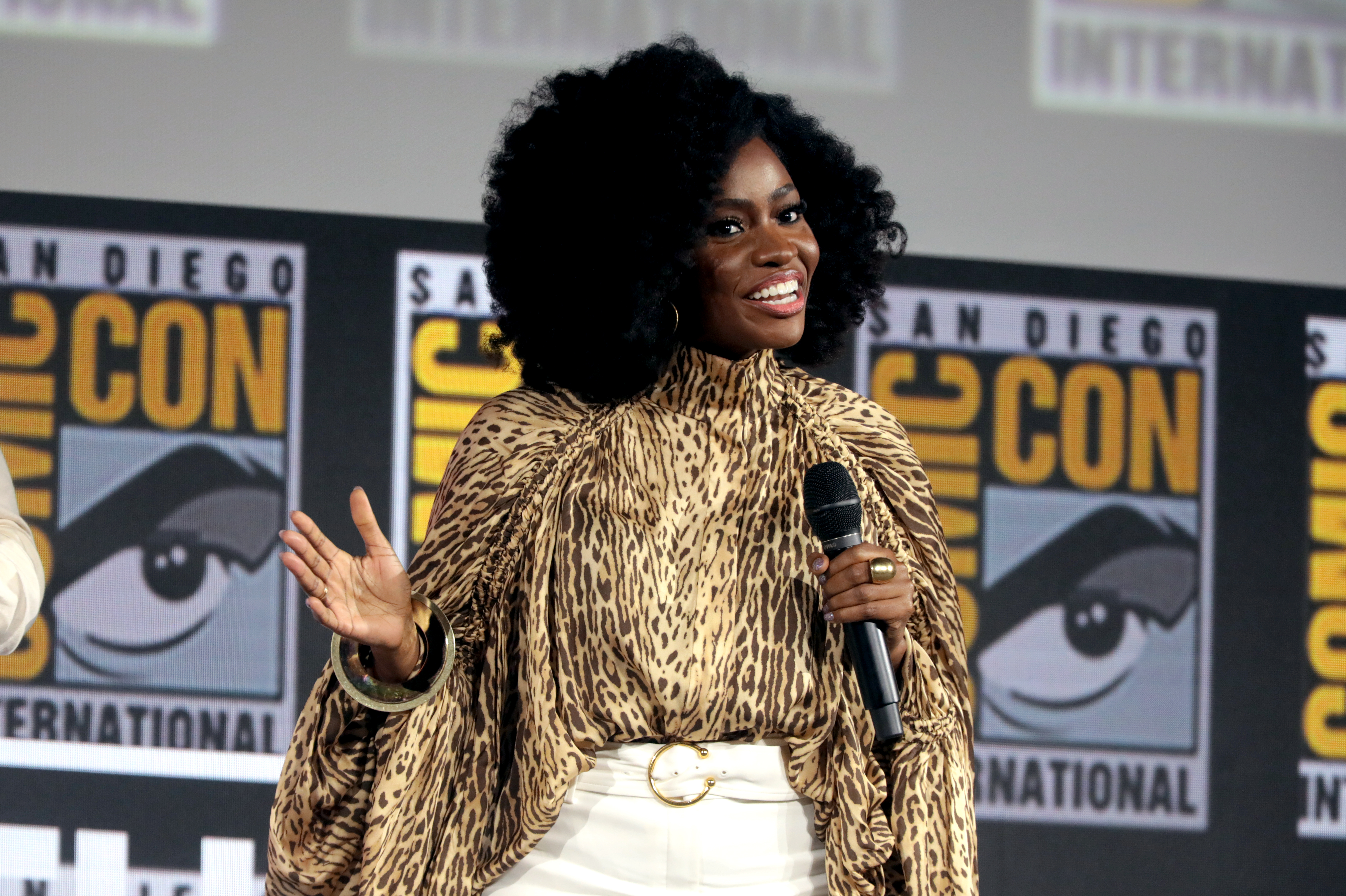
Au Comic-Con 2019 à San Diego, lors de l'annonce du casting de la série WandaVision, de Disney+, dans laquelle elle incarne Monica Rambeau.

En 2018, elle doit tenir la vedette d'une série développée par CBS, Murder, mais le projet ne ce concrétise pas. Au cinéma, elle connait un nouveau succès en participant au drame acclamé, Si Beale Street pouvait parler de Barry Jenkins.  
En 2019, elle joue dans le thriller d'action Point Blank porté par Frank Grillo et Anthony Mackie pour la plateforme Netflix. Mais cette production est très mal reçue. La même année, lors du Comic-Con de San Diego, Kevin Feige annonce que Teyonah Parris a été choisie pour incarner le personnage de Monica Rambeau dans la série de la plateforme Disney+, WandaVision portée par Elizabeth Olsen et Paul Bettany, appartenant à l'univers cinématographique Marvel. Son personnage est la fille de Maria Rambeau, aperçue dans le blockbuster à succès Captain Marvel, interprétée par Lashana Lynch et où Monica Rambeau apparaissait petite,,.
Avant cela, elle joue dans le drame romantique indépendant The Photograph, réalisé par Stella Meghie, évoluant aux côtés de Chelsea Peretti, Lakeith Stanfield, Issa Rae et Courtney B. Vance. Une production saluée par les critiques. Elle incarne aussi la femme de Yahya Abdul-Mateen II dans Candyman. Il s'agit du quatrième film de la franchise inspirée de la nouvelle The Forbidden de Clive Barker. C'est une suite-remake de Candyman de Bernard Rose sorti en 1992.

## Filmographie

### Cinéma

#### Courts métrages
- 2010 : Empire Corner de J.P Chan : Alma
- 2010 : Wu is Dead de Richard Wong : Alma
- 2016 : 90 Days de Jennia Fredrique et Nathan Hale Williams : Jessica

#### Longs métrages
- 2010 : Comment savoir de James L. Brooks : Riva
- 2013 : A Picture of You de J.P Chan : Mika
- 2014 : Dear White People de Justin Simien : Colandrea 'Coco' Conners
- 2014 : They Came Together de David Wain : Wanda
- 2015 : Five Night in Maine de Maris Curran : Penelope
- 2015 : Chi-Raq de Spike Lee : Lysistrata
- 2015 : Where Children Play de Leila Djansi : Bellissima McCain
- 2018 : Si Beale Street pouvait parler de Barry Jenkins : Ernestine Rivers
- 2019 : Point Blank de Joe Lynch : Taryn
- 2020 : The Photograph de Stella Meghie : Asia
- 2021 : Candyman de Nia DaCosta : Brianna Cartwright
- 2023 : Ils ont cloné Tyrone (They Cloned Tyrone) de Juel Taylor : Yo-Yo
- 2023 : The Marvels de Nia DaCosta : Monica Rambeau
- 2023 : Un Noël pas comme les autres

### Télévision

#### Séries télévisées
- 2010 : The Good Wife : Melinda Gossett (1 épisode)
- 2012 - 2015 : Mad Men : Dawn Chambers (22 épisodes)
- 2014 - 2017 : Survivor's Remorse : Missy Vaughn (36 épisodes)
- 2017 : Empire : Pamela Rose (saison 4, 6 épisodes)
- 2021 : WandaVision : Monica Rambeau (rôle principal)

#### Téléfilm
- 2016 : Love Under New Management: The Miki Howard Story de Christine Swanson : Miki Howard (également productrice)

### Clip vidéo
- 2014 : Get Your Life de Caught a Ghost

## Distinctions
Sauf indication contraire ou complémentaire, les informations mentionnées dans cette section proviennent de la base de données IMDb.

### Récompenses
- African-American Film Critics Association 2015 : meilleure actrice pour Chi-Raq
- Black Reel Awards 2015 : meilleure révélation féminine pour Dear White People
- Black Reel Awards 2016 : meilleure actrice pour Chi-Raq
- Festival du film de Hollywood 2017 : artiste exceptionnelle émergent pour 90 Days

### Nominations
- 19e cérémonie des Screen Actors Guild Awards 2013 : meilleure distribution pour une série télévisée dramatique dans Mad Men
- Black Reel Awards 2015 : meilleure actrice dans un second rôle pour Dear White People
- All Def Movie Awards 2016 : meilleure actrice pour Chi-Raq
- NAACP Image Awards 2016 : meilleure actrice pour Chi-Raq
- Black Reel Awards 2017 : 
  - meilleure actrice dans une mini-série ou un téléfilm pour Love Under New Management: The Miki Howard Story
  - meilleure mini-série ou téléfilm pour Love Under New Management: The Miki Howard Story
- NAMIC Vision Awards 2017 : meilleure actrice dans une série télévisée comique pour Survivor's Remorse